# Red Deer River

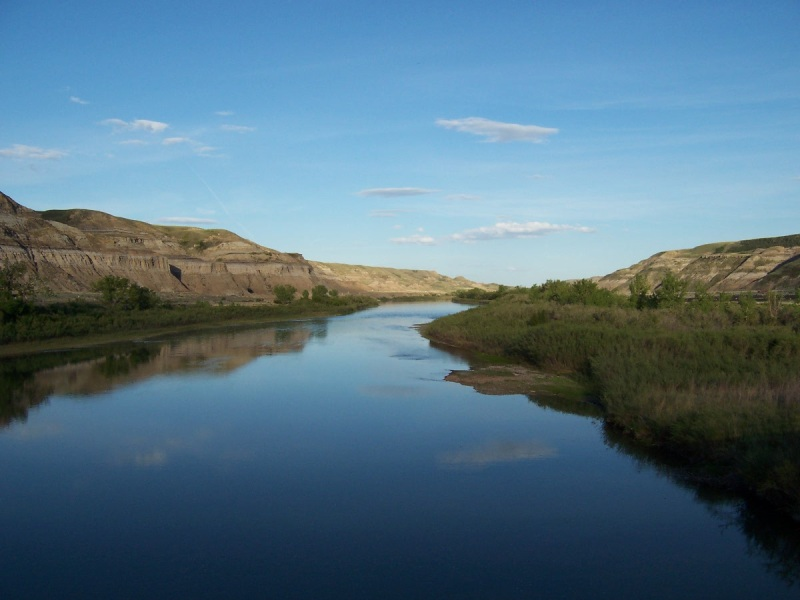
Red Deer River

Red Deer River (česky Jelení řeka) je velká řeka pramenící a tekoucí na území provincie Alberta na jihu Kanady. Je hlavním přítokem řeky South Saskatchewan. Její celková délka činí 724 kilometrů a zavlažuje 45 100 čtverečních kilometrů území. Název je odvozen od místního indiánského označení pro řeku Was-ka-soo (jelení řeka).

## Paleontologie
Řeka je proslulá také tím, že protéká územím Dinosauřího provinčního parku a dalšími územími se svrchnokřídovými sedimenty (kde byly objeveny četné pozůstatky dinosaurů). Na počátku 20. století bylo podniknuto několik paleontologických expedic, které byly uskutečněny na prámu a pluly po řece do oblasti s velkým množstvím zkamenělin. Mezi významné nálezy patří také objev velkého tyranosauridního teropoda druhu Albertosaurus sarcophagus, ke kterému zde došlo v roce 1884. Zkamenělinu lebky objevil v sedimentech geologického souvrství Horseshoe Canyon kanadský geolog Joseph Burr Tyrrell se svým týmem z Kanadské geologické služby.